# Volksbank Zuffenhausen
Die Volksbank Zuffenhausen eG ist eine Genossenschaftsbank mit Sitz im Stadtteil Zuffenhausen in der baden-württembergischen Landeshauptstadt Stuttgart.

## Geschichte
Am 3. Oktober 1921 wurde durch 34 Mitglieder die Gewerbe- und Handelsbank eGmbH Zuffenhausen gegründet. Am 5. Januar 1922 wurde diese in den damals gemieteten Räumen im Hause Bahnhofstraße 58 (heutige Unterländer Straße 58) eröffnet. Die nach Umfirmierung als Volksbank Zuffenhausen eGmuH firmierende Bank fusionierte im Jahr 1943 mit der Genossenschaftsbank Zuffenhausen eGmuH und im Jahr 1973 mit der Zazenhäuser Bank eGmbH (gegründet 1909) mit dem Sitz in Zazenhausen. Gegründet wurde die ehemalige Genossenschaftsbank Zuffenhausen im Jahre 1892, ursprünglich als Spar- und Darlehenskassenverein Zuffenhausen.
Im Jahr 1980 fusionierte die Volksbank Zuffenhausen eG letztmals mit der Stammheimer Bank eG mit dem Sitz in Stammheim.
Aus den 34 Gründungsmitgliedern sind heute knapp 12.000 Mitglieder geworden, wobei sich im Laufe der Jahrzehnte die Struktur der Mitglieder sehr gewandelt hat. Besonders die Gruppe der Privatkunden hat stark zugenommen. Daneben sind Handwerksbetriebe und Gewerbetreibende aus Zuffenhausen sowie Industriebetriebe Mitglied der Bank.

## Rechtsverhältnisse
Die Volksbank Zuffenhausen eG ist im Genossenschaftsregister beim Amtsgericht Stuttgart unter GnR 241 eingetragen.

## Organisationsstruktur
Rechtsgrundlagen sind das Genossenschaftsgesetz und die durch die Vertreterversammlung beschlossene Satzung. Organe der Bank sind der Vorstand, der Aufsichtsrat und die Vertreterversammlung.

## Sicherungseinrichtung
Die Volksbank Zuffenhausen eG ist der amtlich anerkannten Sicherungseinrichtung des Bundesverbandes der Deutschen Volksbanken und Raiffeisenbanken GmbH und der zusätzlichen freiwilligen Sicherungseinrichtung des Bundesverbandes der Deutschen Volksbanken und Raiffeisenbanken e.V. angeschlossen.

## Geschäftsausrichtung
Die Volksbank Zuffenhausen eG betreibt das Universalbankgeschäft und gehört als Genossenschaftsbank zur Finanzgruppe Volksbanken Raiffeisenbanken. Im Verbundgeschäft arbeitet sie mit der DZ Bank, R+V Versicherung, Bausparkasse Schwäbisch Hall, Teambank, VR Smart Finanz, DZ Hyp und der Union Investment zusammen.
Hauptzweck und Aufgabe der Genossenschaft ist die wirtschaftliche Förderung und Betreuung ihrer Mitglieder.

## Geschäftsgebiet
Das Geschäftsgebiet liegt im Norden von Stuttgart und erstreckt sich über die beiden Stuttgarter Stadtbezirke Zuffenhausen (mit den Stadtteilen Freiberg, Mitte, Mönchfeld, Rot und Zazenhausen) und Stammheim.
An diesen Orten betreibt die Bank Filialen:
- Zuffenhausen (Hauptstelle, jur. Sitz + 1 Geschäftsstelle + 2 SB-Geschäftsstelle)
- Stammheim (Geschäftsstelle)
- Rot (SB-Geschäftsstelle)
- Freiberg (Geschäftsstelle)
- Zazenhausen (Geschäftsstelle)

Ebenfalls in Stuttgart mit sich angrenzendem Geschäftsgebiet ist die Volksbank Stuttgart eG ansässig.

## Aus- und Weiterbildung
Die Volksbank Zuffenhausen bildet zum Bankkaufmann und zum Finanzassistenten aus.

## Stiftung
Am 3. Oktober 2011 rief die Volksbank Zuffenhausen die „Stiftung der Volksbank Zuffenhausen eG“ ins Leben. Zweck der Stiftung ist die Förderung von Forschung und Wissenschaft, Kunst und Kultur, Bildung und Erziehung, der Heimatpflege, der Jugendhilfe, der Altenpflege, des öffentlichen Gesundheitswesens, des Sports, mildtätiger und kirchlicher Zwecke im Geschäftsgebiet der Volksbank Zuffenhausen eG. Das Stiftungsvermögen bestand zum Zeitpunkt der Gründung aus einem Barvermögen in Höhe von 150.000 Euro.